# Lill Lindfors

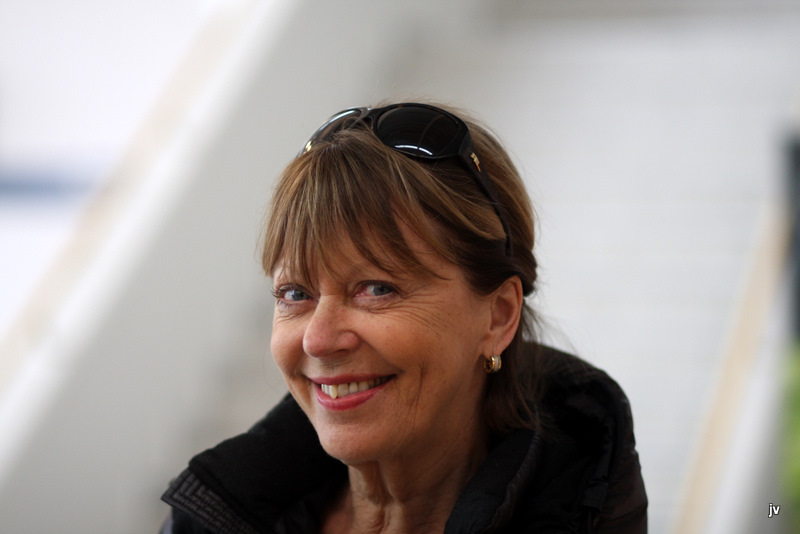
Lill Lindfors in Stavanger, 2009

Maj Lillemor (Lill) Lindfors (Helsinki, 12 mei 1940) is een Zweedstalige Finse zangeres.
Sinds de jaren 60 kwam ze regelmatig op tv en radio en trad ze op in de revue.
Aan de zijde van Svante Thuresson won ze met het lied Nygammal vals Melodifestivalen en kon zo voor Zweden naar het Eurovisiesongfestival in 1966. Daar werden ze tweede, de beste notering voor het land tot dan toe.
In 1985, na de tweede Zweedse overwinning, presenteerde ze het songfestival, en dat deed ze met verve. Bij het begin zong ze een liedje. Na de liedjes kwam ze terug op het podium in een groene jurk maar die bleef haken en ze verloor het onderste stuk waardoor ze met blote benen op het podium stond. Dit was echter allemaal georkestreerd en terwijl het publiek in beroering kwam, rolde Lindfors het bovenstuk van haar jurk naar beneden en verscheen een witte galajurk, waarop ze een luid applaus kreeg.

## Hits
- 1966 - Du är den ende
- 1967 - En sån karl
- 1967 - Hör min samba
- 1968 - En man i byrån
- 1968 - Teresa
- 1969 - Mellan dröm och verklighet
- 1970 - Axel Öhman (duet met Svante Thuresson)
- 1973 - Månskugga
- 1973 - Sången han sjöng var min egen
- 1978 - Om du nånsin kommer fram till Samarkand
- 1978 - Tillsammans är ett sätt att finnas till
- 1984 - Marias första dans

## Discografie
- 1964 - Adam och Eva - met Owe Törnqvist
- 1967 - Påsen - met Anders Linder
- 1967 - Du är den ende
- 1968 - Kom i min värld
- 1970 - Albin & Greta - met Svante Thuresson
- 1970 - Vi har varann
- 1970 - Mellan dröm och verklighet
- 1971 - Sång
- 1973 - Kom igen
- 1975 - Fritt fram
- 1976 - En sång att ta hem
- 1978 - Du är det varmaste jag har
- 1979 - Tillbakablick
- 1980 - Och människor ser igen
- 1984 - Jag vill nå dig
- 1985 - Människors makt
- 1986 - Om du var här
- 1990 - Glädjor
- 1991 - En Lillsk jul
- 1995 - Salomos Høysang Höga Visan - met Tommy Nilsson
- 1998 - Ett liv

1958: Alice Babs · 
1959: Brita Borg · 
1960: Siw Malmkvist · 
1961: Lill-Babs · 
1962: Inger Berggren · 
1963: Monica Zetterlund · 
1965: Ingvar Wixell · 
1966: Lill Lindfors & Svante Thuresson · 
1967: Östen Warnerbring · 
1968: Claes-Göran Hederström · 
1969: Tommy Körberg · 
1971: Family Four · 
1972: Family Four · 
1973: Nova · 
1974: ABBA · 
1975: Lasse Berghagen · 
1977: Forbes · 
1978: Björn Skifs · 
1979: Ted Gärdestad · 
1980: Tomas Ledin · 
1981: Björn Skifs · 
1982: Chips · 
1983: Carola · 
1984: Herreys · 
1985: Kikki Danielsson · 
1986: Lasse Holm & Monica Törnell · 
1987: Lotta Engberg · 
1988: Tommy Körberg · 
1989: Tommy Nilsson · 
1990: Edin-Ådahl · 
1991: Carola · 
1992: Christer Björkman · 
1993: Arvingarna · 
1994: Marie Bergman & Roger Pontare · 
1995: Jan Johansen · 
1996: One More Time · 
1997: Blond · 
1998: Jill Johnson · 
1999: Charlotte Nilsson · 
2000: Roger Pontare · 
2001: Friends · 
2002: Afro-Dite · 
2003: Fame · 
2004: Lena Philipsson · 
2005: Martin Stenmarck · 
2006: Carola · 
2007: The Ark · 
2008: Charlotte Perrelli · 
2009: Malena Ernman · 
2010: Anna Bergendahl · 
2011: Eric Saade · 
2012: Loreen · 
2013: Robin Stjernberg · 
2014: Sanna Nielsen · 
2015: Måns Zelmerlöw · 
2016: Frans · 
2017: Robin Bengtsson · 
2018: Benjamin Ingrosso · 
2019: John Lundvik · 
2021: Tusse · 
2022: Cornelia Jakobs · 
2023: Loreen · 
2024: Marcus & Martinus · 
2025: KAJ
- Bibsys: 90144818
- Bibliothèque nationale de France: cb167520043 (data)
- Gemeinsame Normdatei: 140452745
- International Standard Name Identifier: 0000 0000 7890 7068
- Library of Congress Control Number: n94014640
- MusicBrainz: 0be92d9a-4418-435a-a0f1-d49d77232268
- Nationale Bibliotheek van Israël: 987007317286905171
- LIBRIS: 262731
- Virtual International Authority File: 59062133
- WorldCat: E39PBJht8yVjtqRXXkM3KQbPQq